# Biogenes Gefrierschutzmittel
Ein biogenes Gefrierschutzmittel (auch biogenes Frostschutzmittel) ist ein Gefrierschutzmittel, das von Lebewesen hergestellt wurde.

## Eigenschaften
Gefrierschutzmittel biologischen Ursprungs umfassen niedermolekulare Verbindungen und Anti-Frost-Proteine. Sie kommen insbesondere bei Lebewesen aus arktischen Klimazonen vor. Als niedermolekulare Verbindungen werden unter anderem Glycerol, andere Polyole, Harnstoff und Glucose verwendet. Dies sind Verbindungen, die bereitwillig Wasserstoffbrücken zu benachbarten Wassermolekülen ausbilden. Dadurch wird eine Gefrierpunktserniedrigung innerhalb der Zellen erreicht, wodurch eine Perforation der Zellmembranen durch Eiskristalle vermieden wird. Teilweise wird zusätzlich in den Zellen die Konzentration an Wasser gesenkt (Anhydrobiose).
Die meisten Anti-Frost-Proteine verhindern das Einfrieren des Zellplasmas nicht, können es aber etwas verzögern. Ihre Wirkung beruht darauf, dass sie das Wachstum der Eiskristalle behindern, und bereits entstandene Eiskristalle, die als Kristallisationskeim wirken könnten, abschirmen. Dadurch bleiben die entstehenden Kristalle klein, das Eis wird feinkörnig und kann auch beim Durchfrieren nicht die Strukturen der Zelle zerstören. Die Zelle nimmt nach dem Auftauen ihre normalen Funktionen wieder auf.

## Kryokonservierung
In der Biochemie werden Zellen zur Kryokonservierung meist in einem Einfriermedium aus dem Zellkulturmedium mit Dimethylsulfoxid eingefroren, z. B. in Kulturmedium mit 20 % (V/V) FCS und 10 % (V/V) DMSO. Teilweise wird an Stelle des DMSO auch Ethylenglykol verwendet. Bei einer Vitrifikation wird dagegen versucht die Ausbildung von Eiskristallen beim Kühlen ganz zu vermeiden, z. B. mit konzentrierten Glycerollösungen (17 Mol pro Kilogramm).